# Pedicularis koshiensis
Pedicularis koshiensis är en snyltrotsväxtart som beskrevs av T. Yamazaki. Pedicularis koshiensis ingår i släktet spiror, och familjen snyltrotsväxter. Inga underarter finns listade i Catalogue of Life.